# Дера
Дера је насељено мјесто у граду Приједор, Република Српска, БиХ. Према попису становништва из 2013 у насељу је живјело 1.025 становника.

## Географија
Налази се на 220-805 метара надморске висине, површине 43,12 км2, удаљено око 10 км од градског центра. Сједиште је истоимене мјесне заједнице. Разбијеног је типа, а засеоци су : Бешићи, Блажевићи, Подграђе и Рајковићи. Дера је планинско село, а највећи дио њене територије налази се у оквиру Националног парка "Козара". Кроз село протиче Козарачка ријека, те неколико мањих потока.

## Историја
На локалитету Рајковића гробље нађени су остаци праисторијске градине, са керамиком из касног бронзаног доба. На локалитету Јанковића градина, изнад пута Козарац-Мраковица, откривена
је праисторијска градина, са остацима керамике, бронзаног накита и гвозденог оружја, на основу којих се претпоставља да потиче из млађег гвозденог доба. Код врха Козарачки камен налазе се остаци праисторијског насеља и римског утврђења. Испод овог локалитета откривена је праисторијска некропола са урнама (V вијек прије нове ере). Према народном предању, настанак Дере повезан је са насељавањем и развојем средњовјековног града Козара (данашњи Козарац). Дјелимично је насељена крајем XIV вијека, а знатније послије турског заузимања Козарца, 1528. године. Насеље Дера је до 1963. било у саставу општине Козарац.

## Становништво
Дера је 1879. имала 117 домаћинстава и 734 становника (муслимана); 1895. - 962 становника; 1948. - 1.241; 1971. - 1.391; 1991. - 1.595 (1.409 Муслимана, 119 Срба, 45 Хрвата, 17 Југословена и пет из реда осталих); 2013. - 263 домаћинства и 753 становника (од којих 687 Бошњака и 52 Срба). Бројније бошњачке породице су: Авдагић, Аџемовић, Бешић, Блажевић, Јолдић, Кахримановић, Мујкановић, Муратчехајић, Салкановић, Хуремовић. У селу живе хрватске породице Рајковић и Шалић, те српске породице Видовић - славе Ђурђевдан, Јанковић - славе Ђурђевдан; Вујановић - Св. Стефана; Пржар - Никољдан. У Другом свјетском рату страдало је 37 бораца Народноослободилачке војске Југославије и 70 цивила, а војних и цивилних жртава било је и у Одбрамбено-отаџбинском рату 1992-1995. У центру села 1979. подигнута је гробница са спомеником цивилним жртвама Другог свјетског рата.
Становништво се углавном бави пољопривредом. Ђаци похађају ОШ "Козарац" у Козарцу. Џамија је саграђена 1890, а обновљена 2011. године. Католичка Капела Рођења Блажене Дјевице Марије подигнута је 1903. на локалитету Пиланиште, гдје се у вријеме аустроугарске власти налазила пилана. Обновљена је 2010. године. Најближа православна црква је у Козарцу. Бошњачко становништво сахрањује се на гробљу (мезарју) поред џамије, католичко на гробљу Пратовац, а православно на Видовића гробљу у селу Брђани.На подручју Дере налазе се излетишта: Пиланиште, крај Козарачке ријеке,
и Котловача, у кањону истоименог потока, гдје се налази дом Планинарског друштва "Клековача" из Приједора. Кроз село пролази локални пут Козарац-Мраковица, асфалтиран 1972. године. Електрична енергија уведена је 1969, а телефон 1980. године. У Дери постоје три локална водовода, која су 1965-1988. спроведена са извора Видовићи,
Крчевине и Седра. Село је 2013. имало угоститељски објекат.
| Националност       | 2013.          | 1991.          | 1981.          | 1971.          | 1961.        |
| Муслимани          | 1 025 (93,27%) | 1.398 (87,75%) | 1.223 (84,81%) | 1.126 (80,94%) | 868 (64,97%) |
| Срби               | 56 (5,096%)    | 120 (7,533%)   | 146 (10,12%)   | 190 (13,66%)   | 224 (16,77%) |
| Хрвати             | 11 (1,001%)    | 45 (2,825%)    | 51 (3,537%)    | 68 (4,889%)    | 67 (5,015%)  |
| Југословени        | 4 (0,364%)     | 19 (1,193%)    | 18 (1,248%)    | 2 (0,144%)     | 170 (12,72%) |
| остали и непознато | 2 (0,182)      | 11 (0,69%)     | 4 (0,27%)      | 5 (0,35%)      | 7 (0,524%)   |
| Укупно             | 1 099          | 1.593          | 1.442          | 1.391          | 1 336        |

1. ↑  Муслимани се данас изјашњавају као Бошњаци.